# Illa Devon
L'illa Devon (en anglès Devon Island) és una illa de l'Arxipèlag Àrtic Canadenc, que pertany al grup de les Illes de la Reina Elisabet, al territori autònom de Nunavut, Canadà.

## Geografia
L'illa Devon es troba entre les illes d'Ellesmere, Cornwall i Graham al nord, Bathurst i Cornwallis a l'oest i Somerset i Baffin al sud, i la Badia de Baffin a l'est. Amb una superfície de 55.247 km², és la 27a illa més gran del món, la sisena del Canadà i la segona de l'arxipèlag de la Reina Elisabet. És també l'illa més gran del món totalment deshabitada.
L'illa és recorreguda per la serralada Àrtica, sent les principals serralades secundàries les Muntanyes Cunningham, al sud; la Serralada Duero, la Serralada Grinnell i la Serralada Haddington, al nord-oest; i les Muntanyes Treuter, al nord. El Devon Ice Cap, amb 1.920 m és la principal alçada.
A l'estiu, la temperatura no passa mai dels 10 °C i davalla sovint fins als -50° durant el llarg hivern polar. Les precipitacions també hi són molt febles.

## Història
Robert Bylot fou el primer europeu a visitar l'illa el 1616. William Edward Parry arribà a la seva costa sud el 1819-20. El 1850 Edwin de Haven navegà pel canal de Wellington i veié la península de Grinnell.
El 1924 s'instal·là a l'illa l'establiment de Dundas Harbour, el qual fou llogat a la Companyia de la Badia de Hudson nou anys més tard. El col·lapse dels preus de les pells i la necessitat de retallar despeses va conduir al seu tancament i a l'enviament dels inuits que hi treballaven a l'illa de Baffin el 1934. Les estrictes condicions meteorològiques van fer que el 1936 s'abandonés del tot, però durant els anys 40 tornà a ser habitat, tot i que finalment fou tancat el 1951. Actualment no en queden més que les ruïnes d'uns quants edificis.

## Fauna i flora
La vida animal i vegetal hi és molt escassa, a causa de les dures condicions climàtiques derivades de la latitud i l'altitud. Principalment, s'hi poden trobar petits ocells, bous mesquers i petits mamífers àrtics.

## Geologia

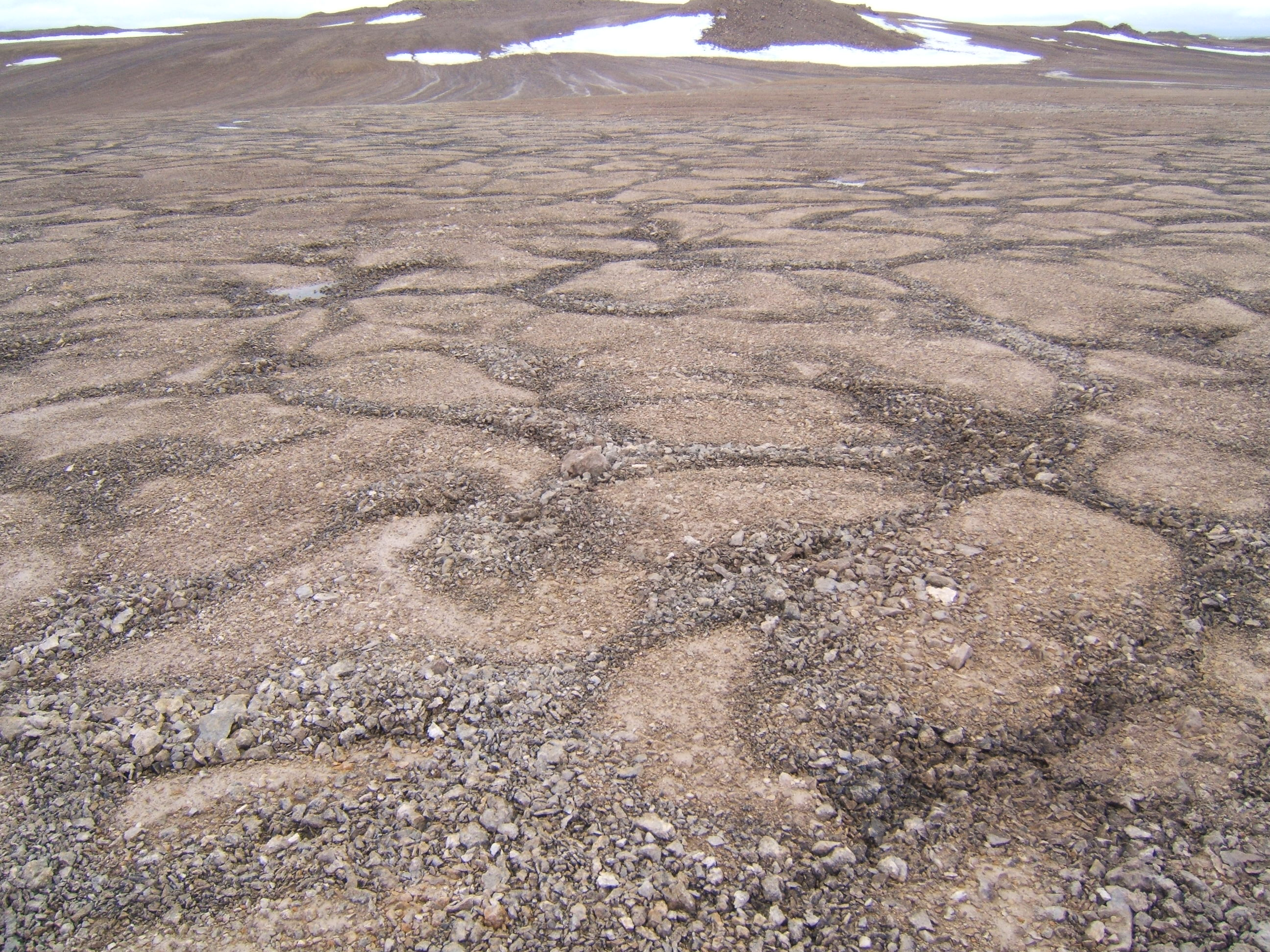
Sòls estructurats de permafrost a l'illa Devon

Geològicament, l'illa principalment es compon de gneis precambrià i d'esquists paleozoics. Hi destaca el cràter de Haughton, de 20 km de diàmetre, ocasionat per l'impacte d'un meteorit de 2 km de diàmetre caigut ara fa uns 23 milions d'anys. A l'estiu, al cràter s'hi desenvolupen activitats científiques relacionades amb la recerca espacial, la vida a Mart –ja que el cràter és similar als que es poden trobar a la superfície d'aquest planeta–, la geologia, la microbiologia, etc.